# Ruelle des Roses (Strasbourg)
Pour les articles homonymes, voir Ruelle des Roses.
La ruelle des Roses est une voie de Strasbourg, rattachée administrativement au quartier Gare - Kléber et située dans le quartier historique et touristique de la Petite France. Elle va des nos 23-25 de la rue du Bain-aux-Plantes à la place des Meuniers. 

## Histoire et toponymie

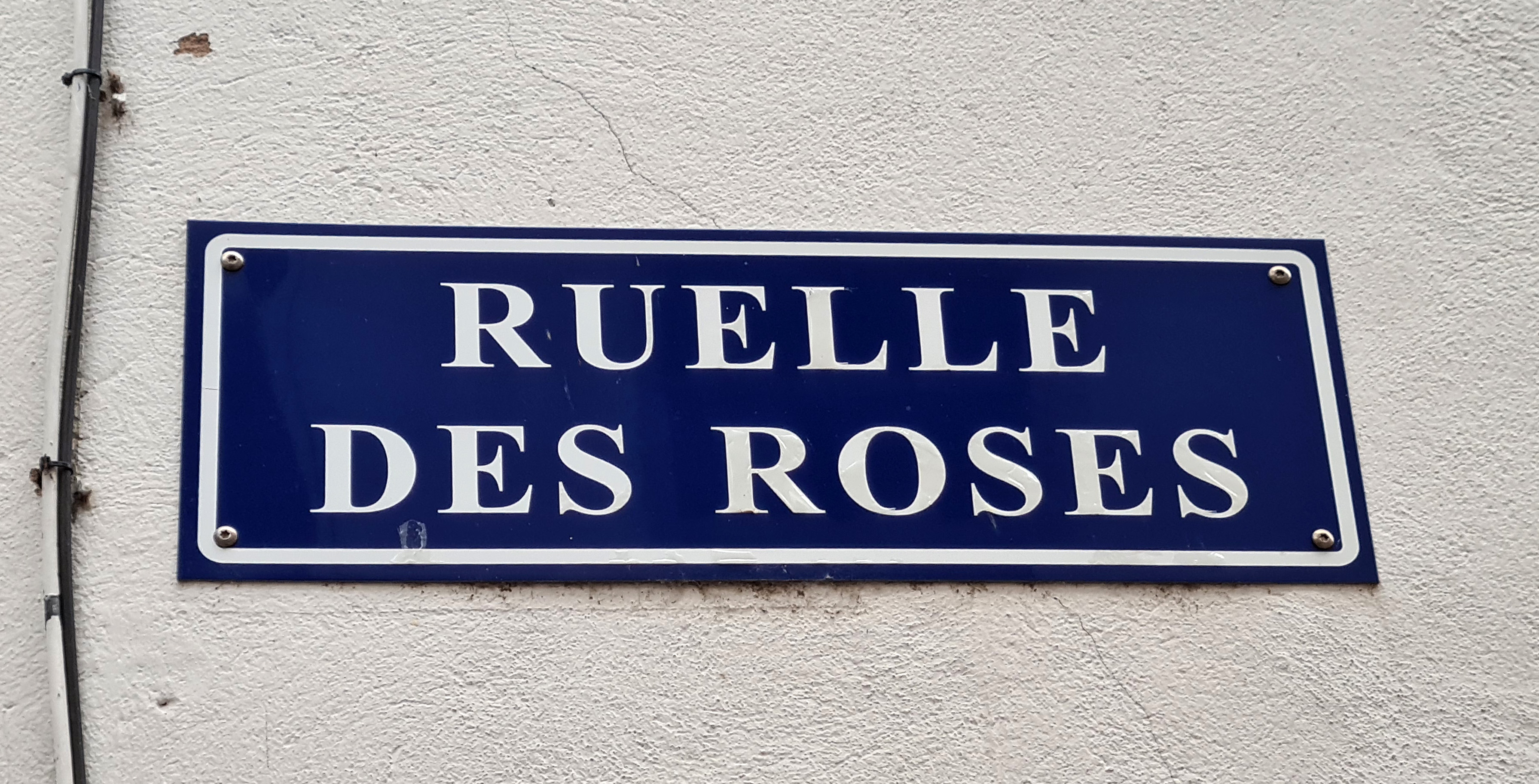
Plaque.

Au fil des siècles, la rue a porté différents noms, en allemand ou en français. Les premières mentions font référence à un béguinage, « Au jardin des roses » : Der Vögtin Gotzhus in dem Rosengarten (1358), Domus beginarum zum Rosegarten (1465). Se succèdent ensuite : impasse du Rosier (1858), Rosengässchen (1872, 1940), Heckenrosengässchen (1942), ruelle des Roses (1980).
La voie a longtemps été une impasse. Après la destruction d'un groupe de maisons au cours de la Seconde Guerre mondiale, une place a été créée sur cet emplacement et a pris le nom de place des Meuniers en 1965. La ruelle des Roses y débouche désormais.
Du côté de la rue du Bain-aux-Plantes, elle est encadrée par deux restaurants, la Petite Alsace à l'ouest (no 23) et le Lokhäs à l'est (no 25).

Ouvertures.
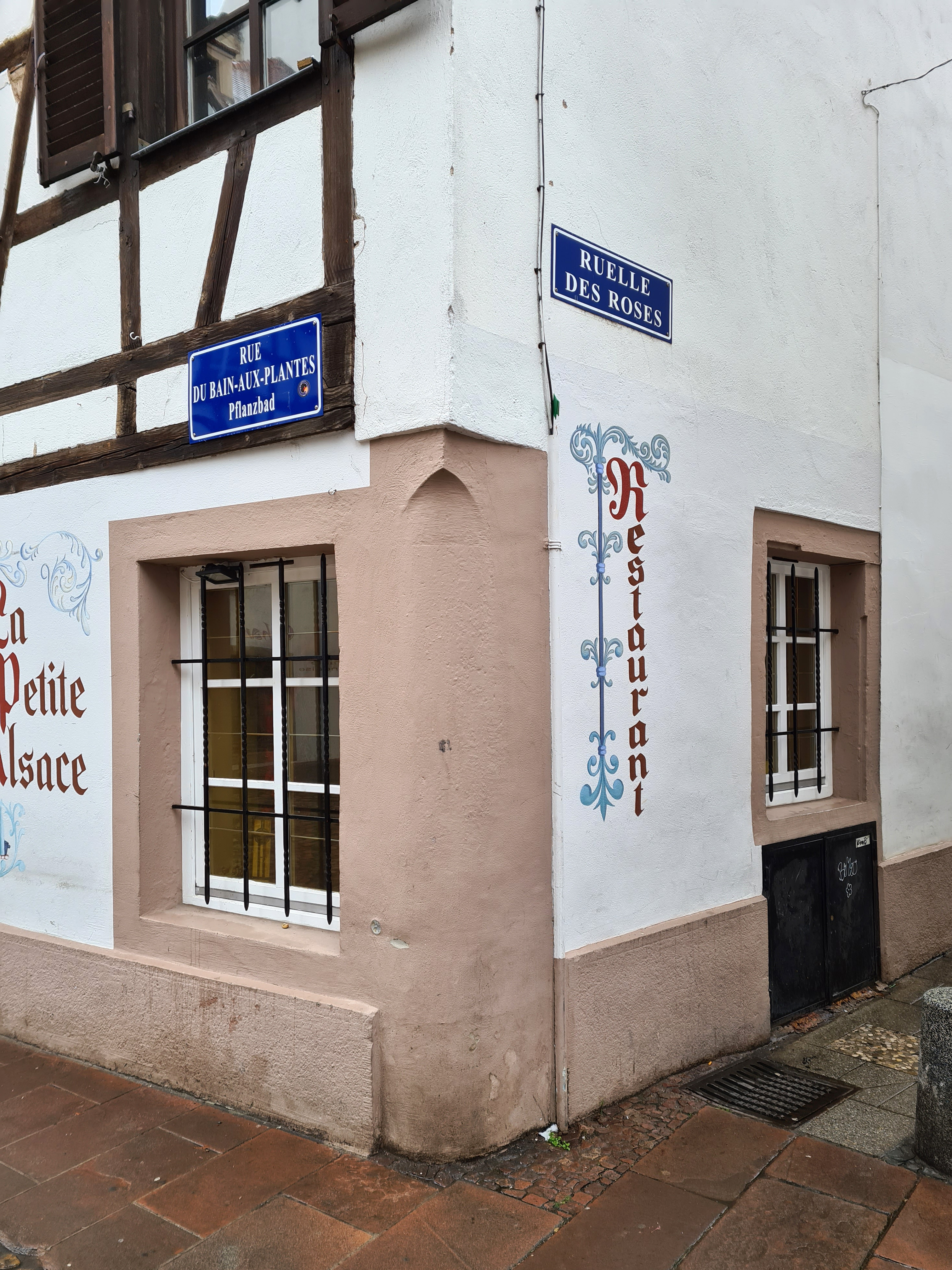
Côté Petite Alsace.
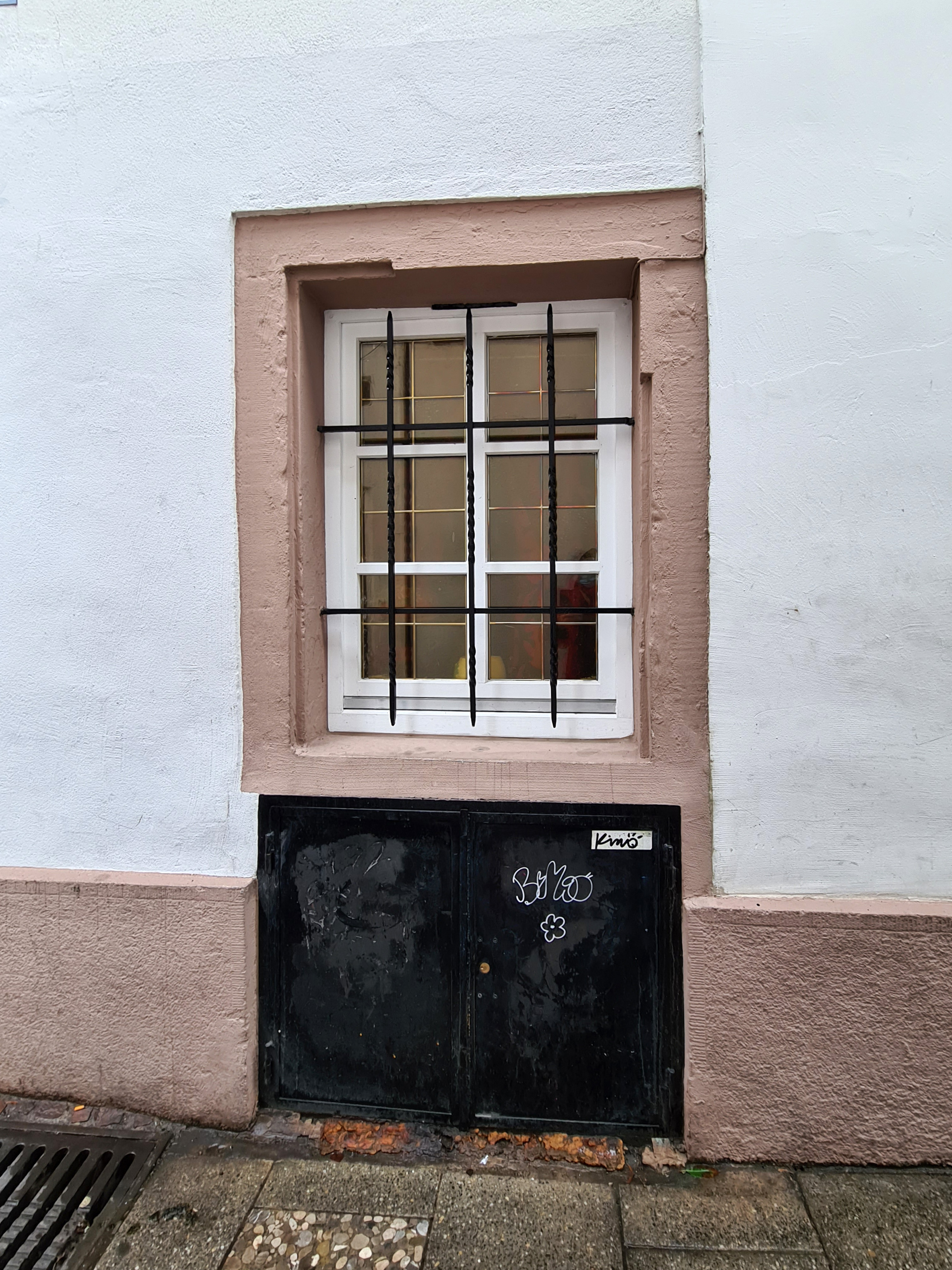
Côté Petite Alsace.
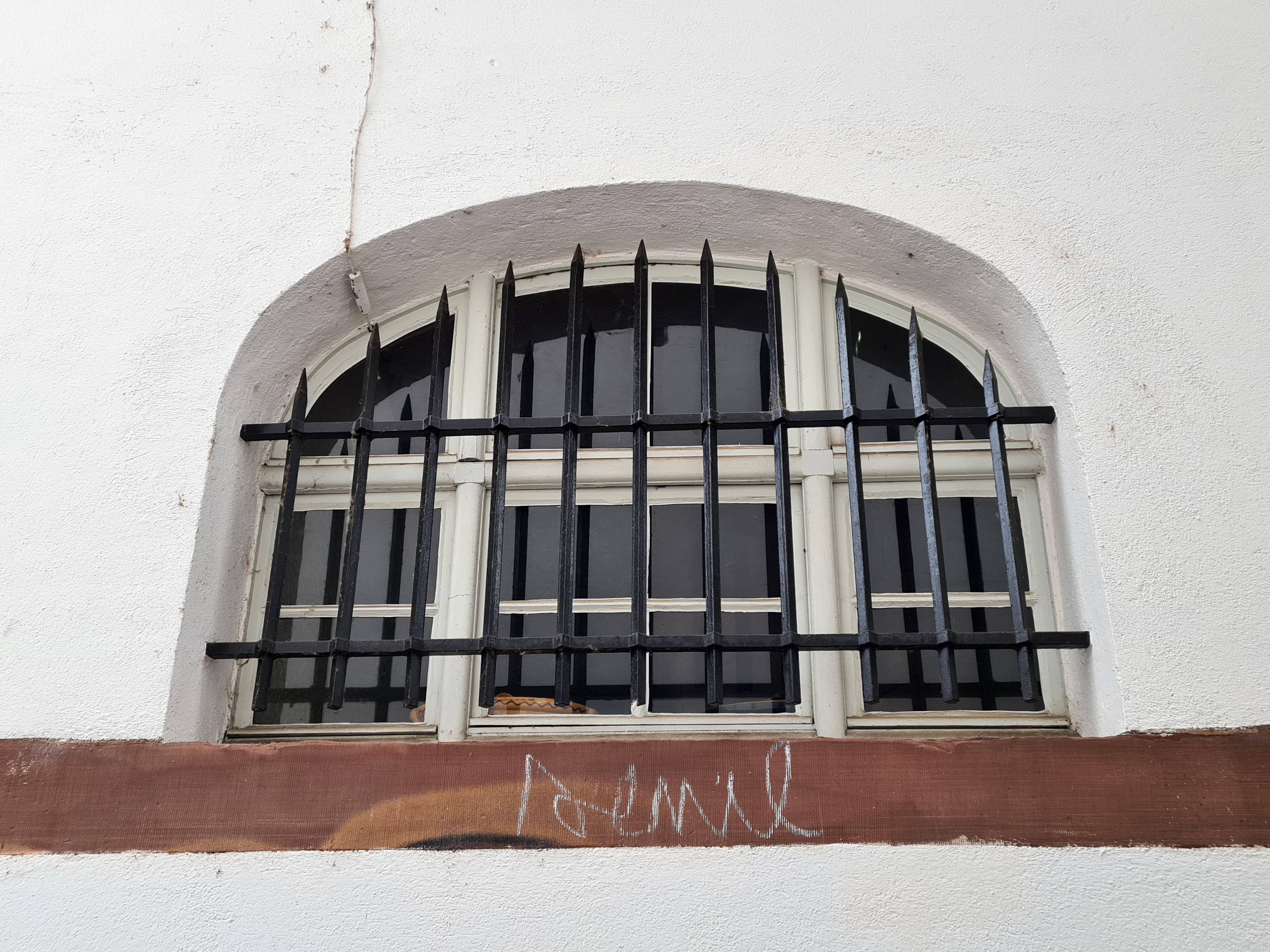
Côté Lokhäs.
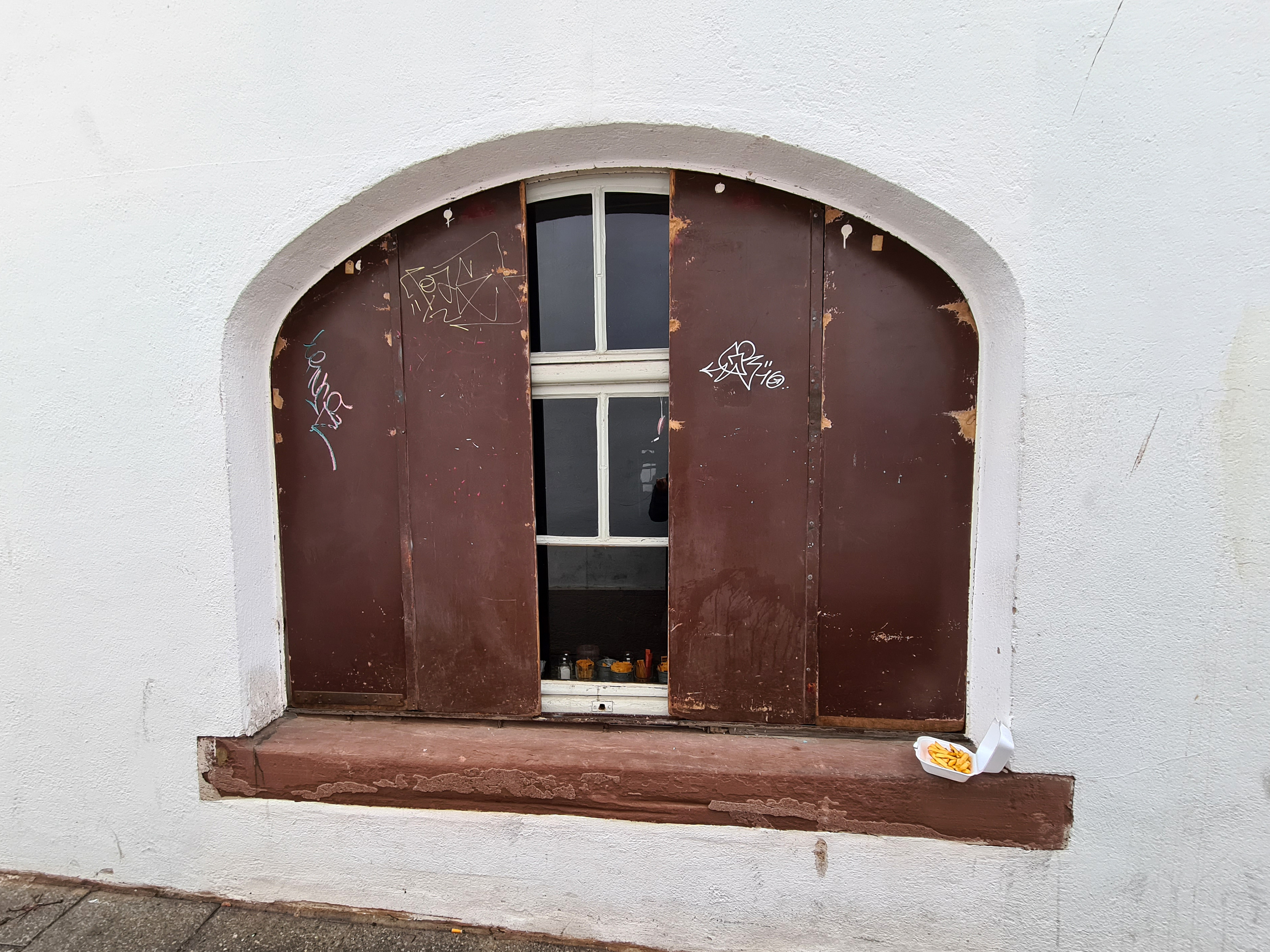
Côté Lokhäs.